# リンキング
リンキング（英: linking）とは英語における連音現象。「リエゾン」（フランス語）とも呼ぶ。

## 種類
主なリンキングの例としては、以下のようなものがある。「動詞(助動詞)+代名詞/前置詞/副詞/冠詞」の組み合わせで頻出する。

### 子音+子音
同化
- /-l/ ＋ /l-/ （e.g. feel like）
- /-d/ ＋ /t-/ （e.g. need to）
- /-k/ ＋ /g-/
- /-p/ ＋ /b-/
- /-f/ ＋ /v-/

y結合
「動詞(助動詞)+you」で頻出。
- 子音 + y-

### 子音+母音
「主語名詞」に後続する「母音始まりのbe動詞」としては「is/are」等がある。「動詞(助動詞)」に後続する「母音始まりの代名詞/前置詞/副詞/冠詞」としては、「I/it/in/at/of/on/out/up/a(an)」等がある。また「him/her/them」等も、語頭のh/thが脱落して（「(h)im/(h)er/(th)em」）同じように機能したりする（リダクション）。これらの母音は、概ね/a-//i-//ə-/の三種類となる。
- /-t/ + 母音(/a-//i-//ə-/)
- /-d/ + 母音(/a-//i-//ə-/)
- /-k/ + 母音(/a-//i-//ə-/)
- /-g/ + 母音(/a-//i-//ə-/)
- /-l/ + 母音(/a-//i-//ə-/)
- /-m/ + 母音(/a-//i-//ə-/)
- /-n/ + 母音(/a-//i-//ə-/)
- /-r/ + 母音(/a-//i-//ə-/) --- Rリンキング